# György Márkus
György Márkus (13 d'abril de 1934, Budapest - 5 d'octubre de 2016) fou un filòsof hongarès que pertanyé a l'Escola de Budapest, cercle de teòrics crítics associats amb l'obra de György Lukács.
Es graduà en filosofia a la Universitat Estatal de Moscou el 1957. Des que tornà a la seva ciutat natal fins al 1965 fou professor de la Universitat de Budapest. Entre el 1958 i el 1973 fou membre de l'Institut de Filosofia de l'Acadèmia de Ciències d'Hongria. A causa de diferències ideològiques, fou destituït dels seus càrrecs docents a Hongria el 1973 i viatjà el 1977 a Austràlia, on des del 1978 donà classes a la Universitat de Sydney. Era membre extern de l'Acadèmia Hongaresa de les Ciències. També formà part del consell editorial de la revista acadèmica Thesis Eleven: Critical Theory and Historical Sociolgy. El 2005 rebé el premi György Lukács.
A partir de l'estudi dels Manuscrits econòmics i filosòfics de 1844 de Karl Marx, considerà que hi havia una concepció filosòfico-antropològica marxista de l'ésser humà i una ontologia marxista de l'ésser social. Feu una anàlisi de la categoria "alienació". Des del 1968 sobre la base d'un balanç de l'experiència dels "països socialistes", adoptà una visió crítica del marxisme i posteriorment assumí la posició del liberalisme social i la democràcia social.